# Schuhfabrik Irus
Die Schuhfabrik Irus mit Sitz in Butzbach gehörte zwischen 1960 und 1975 zu den führenden Schuhproduzenten der Bundesrepublik Deutschland. Hergestellt wurden Schuhe für den alltäglichen Gebrauch. Das erste Irus-Fabrikgebäude wurde 1901 erbaut. 1978 musste ein Insolvenzverfahren eröffnet werden.

## Firmengeschichte
Im Jahr 1405 gründeten Schuhmacher in Butzbach eine Schuhmacherzunft, die bis 1866 Bestand hatte. Deren Mitglieder fertigten Schuhe überwiegend auf Kundenbestellung in Handarbeit nach Maß. Infolge der sich verstärkenden Industrialisierung Deutschlands in der zweiten Hälfte des 19. Jahrhunderts trat an die Stelle der handwerklichen Einzelfertigung eine industrielle Massenfertigung unter Maschineneinsatz.
In Butzbach setzte diese Entwicklung verzögert ein. Die größte der späteren Butzbacher Schuhfabriken, die Schuhfabrik Irus, ging aus einer der traditionsreichen Schuhmachereien hervor. Johannes Rumpf V. (* 1809) hatte mit der Erweiterung seiner in der Guldengasse liegenden Schuhmacherwerkstatt begonnen. Sein Sohn Jakob Rumpf IV. (1843–1917) übernahm im Jahr 1877 das Unternehmen. Er vergrößerte die Schuhmacherwerkstatt nochmals, richtete im Stammhaus ein Schuhwarenlager ein und erwarb eine Steppmaschine. Dank der guten Geschäftsentwicklung konnte der Schuhladen 1886 mit einem Schaufenster ausgestattet werden. 1889 und 1890 wurden zwei Stanzmaschinen erworben. Im Jahr 1892 ließ Jakob Rumpf in der Weiseler Straße 38 ein neues Geschäftshaus mit angeschlossener Werkstatt bauen.
1894 war die Zellenstrafanstalt Butzbach eröffnet worden. Jakob Rumpf arbeitete ab 1896 erfolgreich mit der neuen Haftanstalt zusammen. Gefängnisinsassen bedienten die beiden Stanzmaschinen, so dass eine produktivitätssteigernde teilmechanisierte Schuhproduktion möglich wurde.
1897 begann in der heutigen Jakob-Rumpf-Straße die Errichtung des ersten Irus-Fabrikgebäudes, das 1901 in Betrieb genommen wurde. Jakob Rumpf wurde dadurch zum Begründer der Irus-Schuhfabrik. Der Name „Irus“ entstand als Abkürzung für „Jakob Rumpf und Sohn“. Die Söhne Johann Jakob Rumpf (1877–1936) und Karl Rumpf (1885–1962) sollten später ihrem Vater als Geschäftsführer der Irus-Schuhfabrik folgen. Im neuen Fabrikgebäude wurde der Übergang zu einer vollständigen maschinellen Schuhfertigung möglich. Aufgrund des Geschäftserfolgs war es Jakob Rumpf möglich, in der Ludwigstraße 3 eine repräsentative Villa errichten zu lassen, die heute unter Denkmalschutz steht.
Die im Jahr 1900 gegründete und in Frankfurt-Rödelheim ansässige „Deutsche Vereinigte Schuhmaschinen GmbH“ (DVSG) lieferte ab 1907 Produktionsmaschinen an die Schuhfabrik Irus. Dank des modernen Maschinenparks konnte Irus die Schuhproduktion steigern und beschäftigte um 1910 ca. 50 Arbeitnehmer. Aufgrund des Ersten Weltkriegs musste die Firma jedoch von 1915 bis 1918 geschlossen werden.
Nach Wiederaufnahme der Schuhproduktion wurde das alte Fabrikgebäude 1921 beträchtlich vergrößert, so dass eine Tagesleistung von 1.000 Paar Schuhen erreicht werden konnte. Die Mitarbeiterzahl stieg bis zum Jahr 1927 auf 270. 1932 erhielt das bestehende Fabrikgebäude, in direkter Nachbarschaft zur Rumpf-Villa, einen großen Anbau. Dieser Anbau wurde im Bauhausstil ausgeführt und stellte fortan das Hauptgebäude der Fabrikation dar (⊙).
Die einsetzende Weltwirtschaftskrise führte zum Produktionsrückgang und machte Mitarbeiterentlassungen erforderlich. Der wirtschaftliche Aufschwung im Verlauf der 1930er Jahre ließ die Produktionszahlen wieder ansteigen, so dass 1939 täglich 1.800 bis 2.000 Paar Schuhe hergestellt werden konnten. Mit Beginn des Zweiten Weltkriegs begann die Produktion von Stiefeln für die Wehrmacht, während die Herstellung von Straßenschuhen eingeschränkt werden musste. Als Folge des Krieges entstand ein zunehmender Materialmangel, so dass die Irus-Schuhproduktion ab Mitte 1944 weitgehend zum Erliegen kam.
Ende der 1940er Jahre begann in Westdeutschland ein dynamischer wirtschaftlicher Aufschwung. Das Wirtschaftswunder ließ die Firma Irus zu einem der größten Schuhproduzenten der Bundesrepublik Deutschland aufsteigen. Der Sohn von Karl Rumpf, Dr. jur. Walter Rumpf (1914–2005), wurde 1950 Leiter der Wilhelm Gail’schen Tonwerke AG in Gießen. Im selben Jahr entstand auf einem Grundstück am Ohlebergsweg (⊙), das an das Gail’sche Firmengelände grenzte, ein Irus-Zweigwerk. Dort wurden modische Straßenschuhe produziert. Die Irus-Belegschaft stieg zeitweilig auf 1.400 Mitarbeiter an, die die tägliche Produktionsleistung auf 10.000 Paar Schuhe steigern konnten.
Mit Beginn der 1970er Jahre setzte die Globalisierung immer stärker ein. Im Ausland produzierte Schuhe konnten kostengünstig importiert werden. Diese Entwicklung brachte die in Westdeutschland produzierenden Schuhunternehmen in wirtschaftliche Schwierigkeiten. Die Irus-Firmenleitung glaubte zunächst, durch die teilweise Verlagerung der Schuhproduktion in Niedriglohnländer die wirtschaftliche Krise überwinden zu können. Als Folge dieser Firmenstrategie wurde das Gießener Irus-Zweigwerk 1977 geschlossen. Die finanziellen Belastungen für diese Maßnahmen waren jedoch zu hoch. Im Januar 1978 musste ein Insolvenzverfahren eröffnet werden. Im Bereich der früheren Schuhfabrik Irus entstanden zwei, 1986 und 1987 eröffnete, Passagenkaufhäuser.
Das neue Irus-Fabrikgebäude ist Teil des Projektes Route der Industriekultur Rhein-Main.

## Bilder

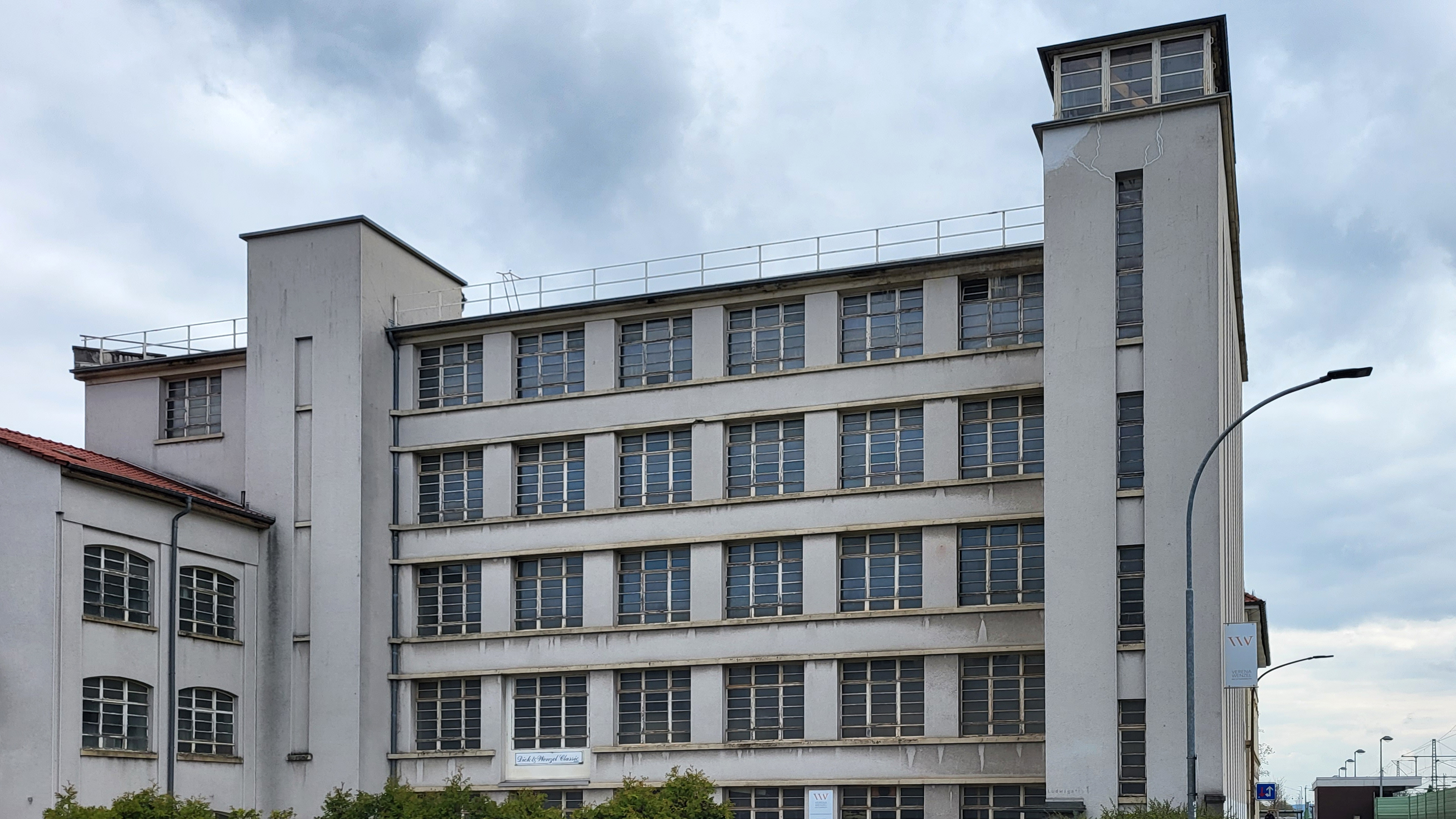
Neues Fabrikgebäude Schuhfabrik Irus in Butzbach
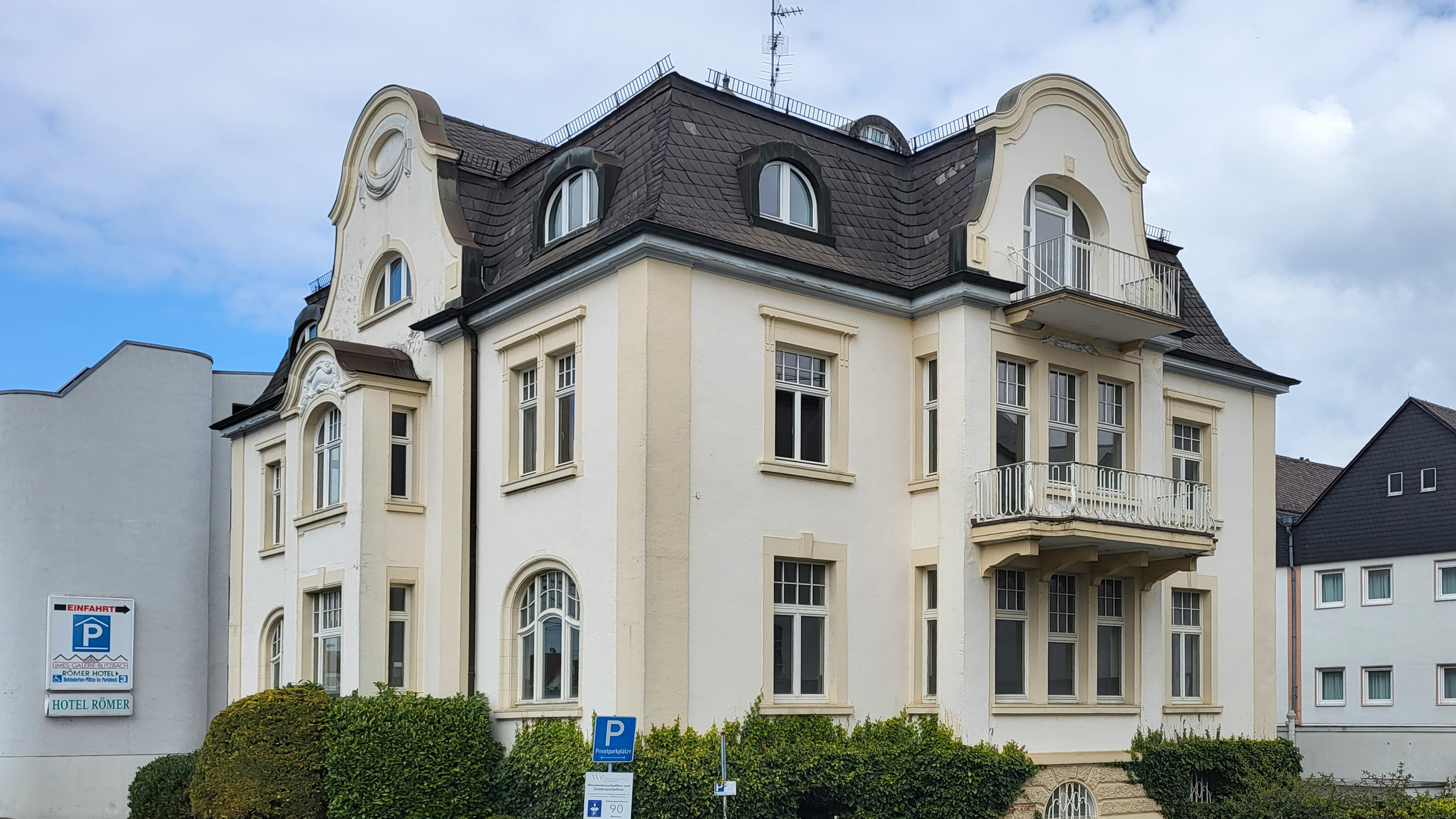
Rumpf-Villa in Butzbach
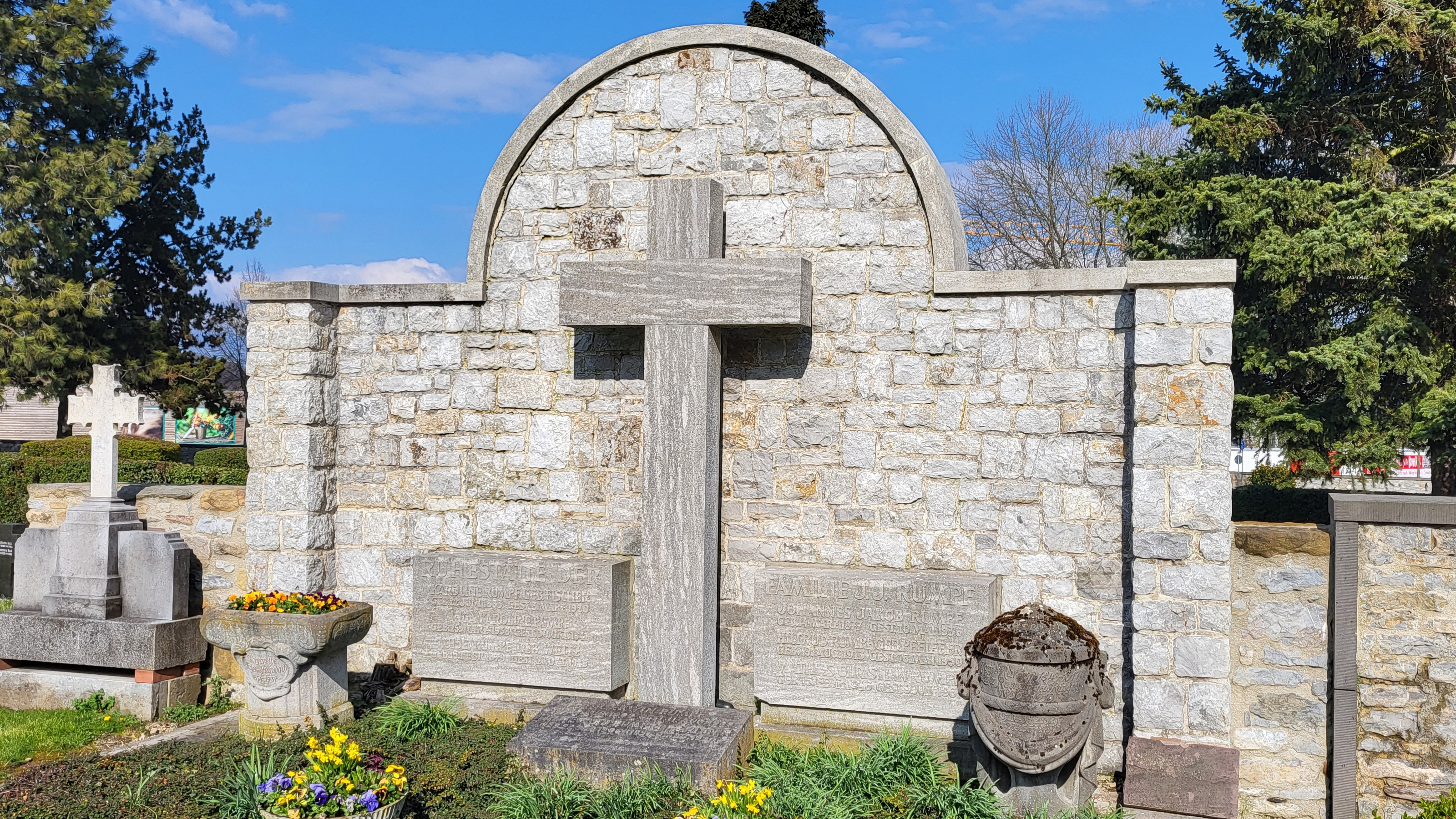
Familiengrab Jakob Rumpf auf dem Butzbacher Friedhof
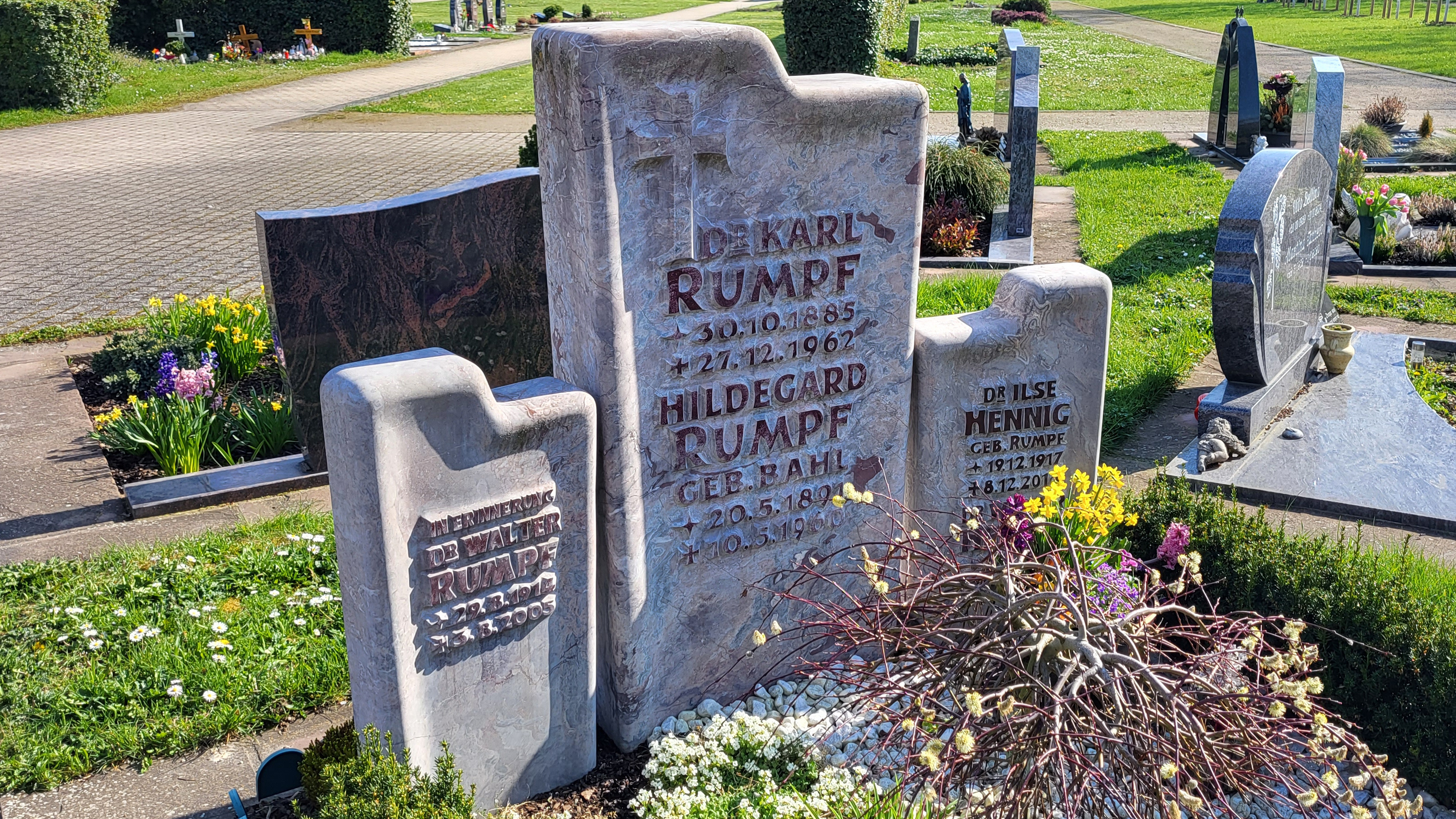
Familiengrab Karl Rumpf auf dem Butzbacher Friedhof